# Big Shots (film)
Pour les articles homonymes, voir Big Shots.
Pour plus de détails, voir Fiche technique et Distribution.
Big Shots est un film américain réalisé par Robert Mandel et sorti en 1987.

## Synopsis
Alors qu'il vient de perdre son père, mort d'une crise cardiaque, un jeune garçon de 11 ans s'enfuit de chez lui et se rend dans un ghetto de Chicago. Il y rencontre Scam, un jeune artiste, qui l’entraîne à la recherche de son propre père.

## Fiche technique
- Réalisation : Robert Mandel
- Scénario : Joe Eszterhas
- Production : Lorimar Film Entertainment
- Musique : Bruce Broughton
- Image : Miroslav Ondrícek
- Durée : 94 minutes

## Distribution
- Ricky Busker : Obie
- Darius McCrary : Scam
- Robert Joy : Dickie
- Robert Prosky : Keegan
- Jerzy Skolimowski : Doc
- Paul Winfield : Johnnie Red
- Brynn Thayer : Maman
- Bill Hudson : Papa
- Jim Antonio : Oncle Harry
- Andrea Bebel : Alley
- Hutton Cobb : le vendeur de bibles
- Joe Seneca : le passeur
- Beah Richards : Mlle Hanks
- Olivia Cole : Mme Newton

## Nominations et récompenses
- Primé au Festival du film de Giffoni
- Ricky Busker et Darius McCrary nommés au Young Artists Awards